# 서울용강초등학교
서울용강초등학교는 대한민국 서울특별시 마포구 대흥동에 있는 공립 초등학교이다.

## 학교 연혁
- 1916년 4월 26일 아현공립보통학교 개교
- 1925년 6월 2일 용강공립보통학교 개칭
- 1938년 4월 1일 경성용강공립심상소학교 개칭[1]
- 1941년 4월 1일 경성용강공립국민학교 개칭[2]
- 1991년 3월 1일 특수학급 설치(2학급)
- 1996년 3월 1일 서울용강초등학교로 개칭[3]
- 1996년 12월 18일 급식실 개관
- 1998년 12월 22일 본관 6실 개축 및 유치원 신축 준공
- 2012년 10월 12일 푸르미 한마당 개최
- 2013년 10월 25일 다목적강당 개관식, 학교환경개선 보고회, 2013 푸르미 종합예술제
- 2014년 4월 12일 푸르미 학교농장 개장
- 2016년 4월 26일 개교 100주년 기념행사
- 2017년 2월 16일 제100회 졸업식(76명, 총수 28069명)
- 2017년 10월 14일 국악오케스트라 2017 희망나눔페스티벌 초청 공연
- 2018년 2월 14일 제101회 졸업식(72명, 총수 28141명)
- 2018년 12월 19일 비슬꿈나무(본교 도서관), VR 스포츠실 개관
- 2019년 2월 15일 제102회 졸업식(89명, 총수 28230명)
- 2019년 2월 28일 돌봄교실 증설 및 노후시설 개선공사
- 2019년 4월 19일 용강컵스카우트 창단 및 선서식
- 2019년 8월 31일 후관 승강기 설치, 학부모대기실 설치, 실과실 현대화 사업 구축
- 2019년 11월 21일 교사 보수공사(창틀 교체, 출입문 교체)
- 2019년 11월 29일 주차장 이전공사
- 2020년 1월 5일 컴퓨터실 환경개선 사업
- 2020년 1월 22일 1학년 환경개선사업(5실)
- 2020년 2월 12일 제103회 졸업식(87명, 총수 28317명)

## 학교 상징
- 교화(校花) - 장미 : 스승과 제자 간의 깊은 사랑
- 교목(校木) - 주목 : 끊임없는 사랑, 사계절 푸르며 강한 생명력으로 주위를 사랑으로 감싸준다

## 참고 자료
- 서울용강초등학교 - 한국교육학술정보원 학교알리미